# 山田川インターチェンジ
山田川インターチェンジ（やまだがわインターチェンジ）は、京都府相楽郡精華町の京奈和自動車道（京奈道路）のインターチェンジである。

## 歴史
- 1993年（平成5年）3月25日：精華下狛IC - 山田川IC間開通に伴い、供用開始[1]。
- 2000年（平成12年）4月16日：山田川IC - 木津IC間開通[1]。

## 周辺
- 山田川駅（近畿日本鉄道京都線）
- 京都府立南陽高等学校・附属中学校
- 木津川市立相楽小学校
- 相楽台
- アル・プラザ木津
- 関西文化学術研究都市平城・相楽地区

## 接続する道路
- 直接接続
  - 国道163号（山田川バイパス）

## 料金所
設置されていない。
当ICから流入し、木津IC、精華学研IC、精華下狛ICまたは田辺西ICで流出する場合は出口料金所で、田辺北ICまたは城陽ICで流出する場合は田辺西本線料金所で、それぞれ料金を支払う。

## 隣
E24 京奈和自動車道（京奈道路）
(5)精華学研IC - (6)山田川IC - (7)木津IC